# Ярва (волость)
Я́рва (ест. Järva vald) — волость в Естонії, одиниця самоврядування в повіті Ярвамаа, утворена під час адміністративної реформи 2017 року шляхом добровільного об'єднання волостей Албу, Амбла, Імавере, Кареда, Койґі та Ярва-Яані і примусового приєднання до них волості Коеру.

## Географічні дані
Площа волості — 1196 км2
На територіях, що склали новоутворене самоврядування, станом на 1 січня 2017 року сумарна чисельність населення становила 9084 особи. У волостях мешкали: Албу — 1118 осіб, Амбла — 1954, Ярва-Яані — 1525, Коеру — 2088, Кареда — 589, Койґі — 938, Імавере — 872 жителі.

## Населені пункти
Адміністративний центр — містечко Ярва-Яані (Järva-Jaani alev).
На території волості також розташовані:
5 селищ (alevik): Амбла (Ambla), Аравете (Aravete), Коеру (Koeru), Кяравете (Käravete), Пеетрі (Peetri);
100 сіл (küla):
Абая (Abaja), Агула (Ahula), Аґері (Ageri), Албу (Albu), Аммута (Ammuta), Арукюла (Aruküla), Атасте (Ataste), Ваалі (Vaali), Вагукюла (Vahuküla), Валіла (Valila), Вао (Vao), Ветепере (Vetepere), Виревере (Võrevere), Візусті (Visusti), Водья (Vodja), Вуті (Vuti), Вяйке-Кареда (Väike-Kareda), Вяйньярве (Väinjärve), Германі (Hermani), Гууксі (Huuksi), Ействере (Eistvere), Ембра (Ämbra), Ервіта (Ervita), Есна (Esna), Єетла (Öötla), Иле (Õle), Імавере (Imavere), Йиґісоо (Jõgisoo), Йиекюла (Jõeküla), Каалепі (Kaalepi), Кагала (Kahala), Каґавере (Kagavere), Калітса (Kalitsa), Капу (Kapu), Кареда (Kareda), Каріну (Karinu), Кері (Keri), Кєйзі (Köisi), Кійґевере (Kiigevere), Койґі (Koigi), Койду-Еллавере (Koidu-Ellavere), Кукевере (Kukevere), Куксема (Kuksema), Курісоо (Kurisoo), Куусна (Kuusna), Кюті (Küti), Кясуконна (Käsukonna), Лаанеотса (Laaneotsa), Лайметса (Laimetsa), Легтметса (Lehtmetsa), Ліусвере (Liusvere), Лягевере (Lähevere), Мер'я (Merja), Метсла (Metsla), Метстаґузе (Metstaguse), Минувере (Mõnuvere), Мюйслері (Müüsleri), Мяґеде (Mägede), Мяґізе (Mägise), Мяр'янді (Märjandi), Нейтла (Neitla), Норра (Norra), Орґметса (Orgmetsa), Пееду (Peedu), Пранді (Prandi), Прееді (Preedi), Пугму (Puhmu), Пуйату (Puiatu), Пуллевере (Pullevere), Пяйнурме (Päinurme), Пялластвере (Pällastvere), Пятсавере (Pätsavere), Рава (Rava), Рака (Raka), Рамма (Ramma), Рейневере (Reinevere), Ригу (Rõhu), Роосна (Roosna), Рутіквере (Rutikvere), Салутаґузе (Salutaguse), Сантові (Santovi), Сейдла (Seidla), Селікюла (Seliküla), Сиранду (Sõrandu), Сілмсі (Silmsi), Соосалу (Soosalu), Суґалепа (Sugalepa), Сяескюла (Sääsküla), Таадіквере (Taadikvere), Таммекюла (Tammeküla), Тамміку (Tammiku), Тамсі (Tamsi), Тудре (Tudre), Удева (Udeva), Юлейие (Ülejõe), Ялалипе (Jalalõpe), Яламетса (Jalametsa), Ялґсема (Jalgsema), Яравере (Järavere), Ярва-Мадізе (Järva-Madise).

## Історія
28 січня 2016 року відповідно до Закону про організацію роботи місцевих самоврядувань, Закону про адміністративний поділ території Естонії та Закону про сприяння об'єднанню одиниць місцевого самоврядування Ярва-Яаніська волосна рада запропонувала почати переговори про об'єднання радам сімох волостей повіту Ярвамаа: Албу, Амбла, Імавере, Кареда, Коеру, Койґі та Роосна-Алліку. Під час переговорів рада волості Коеру відмовилася від пропозиції і вирішила утворити нове самоврядування разом з волостю Ракке, що входила до повіту Ляене-Вірумаа. Проте, 22 червня 2017 року Уряд Естонії постановою № 96 затвердив утворення нової адміністративної одиниці — волості Ярва — шляхом об'єднання територій семи волостей зі складу повіту Ярвамаа: Албу, Амбла, Імавере, Ярва-Яані, Кареда, Коеру та Койґі. Зміни в адміністративно-територіальному устрої, відповідно до постанови, мали набрати чинності з дня оголошення результатів виборів до волосної ради нового самоврядування. Волосна рада Коеру, не бажаючи добровільно об'єднуватися, оскаржувала примусове злиття у Верховному суді, але 4 жовтня 2017 року судова колегія конституційного нагляду відхилила заяву ради Коеру і залишила рішення Уряду без змін.
15 жовтня 2017 року в Естонії відбулися вибори в органи місцевої влади. Утворення волості Ярва набуло чинності 21 жовтня 2017 року. Волості Албу, Амбла, Імавере, Кареда, Коеру, Койґі та Ярва-Яані вилучені з «Переліку адміністративних одиниць на території Естонії».